# Gehägsgraben
Der Gehägsgraben ist ein gut 3 Kilometer langer Bach im unterfränkischen Landkreis Würzburg, der von rechts in den Waldbüttelbrunner Augraben mündet. Sein Oberlauf bis Hettstadt heißt Bürgleinsgraben.

## Geographie

### Verlauf
Bürgleinsgraben
Der Gehägsgraben entspringt als Bürgleinsgraben auf einer 293 m ü. NHN im Hettstadter Grund in einer Wiese knapp 900 Meter östlich des Pfarrdorfs Hettstadt. Gut 600 Meter ostnordöstlich seiner nur intermittierend wasserführende Quelle liegt das frühere Landgut Hettstadter Hof, heute ein Weiler, der als Gemeindeteil zu Hettstadt gehört. Etwa 400 Meter südwestlich befindet sich das Waldbüttelbrunner Gewerbegebiet Kiesäcker.
Der Bürgleinsgraben fließt zunächst, begleitet von einem Feldweg, als stark begradigter Wassergraben westwärts durch die Felder und Wiesen des Hettstadter Grunds. Er läuft dabei an der etwa 400 Meter südlich gelegenen Landebahn des Flugplatzes Hettstadt vorbei, die sich entlang der wenig weiter südlich verlaufenden Staatsstraße 2298 erstreckt. Er kreuzt dann einen Feldweg und erreicht ungefähr 300 Meter später den Ostrand von Hettstadt, wo ein wohl aus dem 17. Jh. erbauter Bildstock mit Pietà steht.
Der Wassergraben zieht nun an der Südseite des Grundwegs entlang und verschwindet 100 Meter später verdolt in den Untergrund. Früher hieß er in diesem Abschnitt Linkengraben.
Er läuft dann unterirdisch weiter entlang des Grundwegs, wendet sich dabei mehr und mehr nach Süden und wird nach Unterqueren der Klingenstraße von einem kleinen, aber ganzjährig wasserführenden Zufluss gespeist. Der gestärkte Bach taucht bald danach südlich des kreuzenden Stadtwegs wieder an der Oberfläche auf, unterquert die dem Bebauungsrand folgende St 2298, die dort auch Roßbrunner Straße genannt wird, und verlässt das Dorf. Spätestens ab dort trägt er nunmehr die Bezeichnung Gehägsgraben.
Gehägsgraben
Etwa 100 Meter östlich des Gehägsgrabens liegen dort die Überreste einer Siedlung der Linearbandkeramik. Der Bach läuft, begleitet von Baumhecken, in westsüdwestlicher Richtung an der auf seiner linken Seite stehenden Schellenhöhe vorbei und wird dann auf seiner rechten Seite von einem Feldbächlein verstärkt. Nördlich des Bächleins liegen in der Flur Röß die Reste einer Siedlung aus der Urnenfelderzeit und der jüngeren Latènezeit.
Der Bach zieht nun am Nordwestrand des Waldstückes Gehäge entlang, das sich bis auf den Gipfel eines 319 m ü. NHN hohen Hügels hinauf erstreckt, auf dem der Burgstall Altes Schloß liegt, im Mittelalter ein ebenerdiger Ansitz. Nachdem die Geländemulde Rößloch von rechts zugelaufen ist, fließt der Bach ab einer auf seiner rechten Seite liegenden Gärtnerei südwärts und zieht begleitet vom Gehägsweg durch ein Tal, das auf seiner linken Seite mit Laubbäumen bewaldet ist, während sich rechts Felder und Wiesen erstrecken. Etwas bachabwärts kommen magere Altgrasbestände, Grünlandbrache und wärmeliebende Gebüsche vor.
Etwas südlich des auf seiner linken Seite stehenden 290 m ü. NHN  hohen Heubergs, an dessen Westflanke unweit des Bachbetts Altgrasfluren vorkommen, verlässt der Bach das Gebiet von Hettstadt und betritt die Gemarkung von Roßbrunn, das als Ortsteil zur Gemeinde Waldbüttelbrunn gehört.
Er unterquert dort die St 2312, die ein Teil der Romantischen Straße ist, und mündet schließlich von Norden kommend in der Flur In der Au auf einer Höhe von 252 m ü. NHN von rechts in den aus dem Ostnordosten heranziehenden Waldbüttelbrunner Augraben, welchem knapp hundert Meter zuvor von der anderen Seite der Bodenwiesengraben zugeflossen ist.
Der etwa 3,17 km langer Lauf des Gehägsgrabens endet ungefähr 41 Höhenmeter unterhalb der Quelle seines Oberlaufs Bürgleinsgraben, er hat somit ein mittleres Sohlgefälle von etwa 13 ‰.

### Einzugsgebiet
Das 7,1 km² große Einzugsgebiet des Gehägsgrabens liegt im Naturraum Eisinger Höhe und wird durch ihn über den Waldbüttelbrunner Augraben, den Aalbach, den Main und den Rhein zur Nordsee entwässert.
Es grenzt
- im Nordosten nacheinander an die Einzugsgebiete der beiden Main-Zuflüsse Bachwiesengraben und Betzengraben;
- im Osten an das Einzugsgebiet des Klingengrabens und an das des Hufgrabens, die beide in den Main münden;
- im Südosten an das des Waldbüttelbrunner Augrabens und
- im Südwesten, Westen und Nordwesten an das des Aalbachs direkt.

Das Einzugsgebiet wird überwiegend landwirtschaftlich genutzt, im mittleren Bereich liegt der Siedlungsbereich von Hettstadt. Ein Teil des südöstlichen Mündungsbereichs sowie einige Randlagen sind bewaldet.

### Flusssystem Aalbach
- Fließgewässer im Flusssystem Aalbach